# Абалаково (Саянский район)
Абала́ково — деревня в Саянском районе Красноярского края. Входит в состав Малиновского сельсовета.

## История
Абалаковский улус был основан, вероятно, в XVII веке, когда отряд казаков во главе с московским дворянином Тугаевским обложил ясаком местное племя камасинцев — кочевников-оленеводов, относившихся к саянским самодийцам.
Название Абалаково, возможно, происходит от этнонима (название рода) абалак. Здесь было зимнее стойбище камасинцев.
В летнее время камасинцы кочевали на саянских белогорьях, где занимались охотой и рыболовством, зимой они жили в зимнем стойбище в долине реки Ильбин. Первые русские жители этих мест на лето уходили в тайгу вместе с камасинцами, где занимались таёжными промыслами — охотой, рыболовством и собирательством.
В конце XIX века в связи с мором оленей камасинцы окончательно поселились в Абалакове, перейдя на оседлый образ жизни.
В 1921 году в населённом пункте насчитывалось 27 дворов, 17 из них принадлежала камасинцам. Первоначально во дворах камасинцев стояли юрты, покрытые шкурой коз или оленей. Русские жили в лиственничных домах.
В 1925 году в деревне было 32 дома, в 20 из них проживали потомки камасинцев.

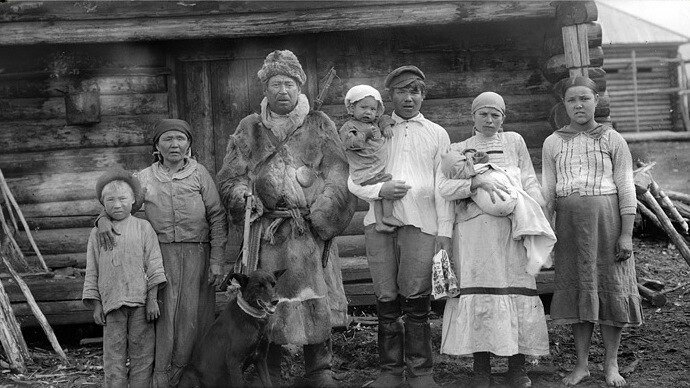
Семья Саламатовых. Камасинцы (невестка русская) — д. Абалаково, 1925

В 1926 году заимка Абалакова состояла из 39 хозяйств, основное население — тюрки. В составе Пермяковского сельсовета Агинского района Канского округа Сибирского края.
На 1960-е годы основное население деревни составляли русские, украинцы, и немцы, большинство её жителей уже ничего не помнили о камасинцах, помнили только, что раньше здесь жили «татары». Однако в Абалаково ещё жили последние камасинцы.
В октябре 2023 г. группой энтузиастов по инициативе председателя Малиновского сельсовета в память о знаменитой камасинке Клавдии Плотниковой в д. Абалаково был установлен информационный стенд.

## Социальная сфера
В настоящее время какие-либо социальные учреждения в деревне отсутствуют. Школа, фельдшерско-акушерский пункт, детский сад, Дом культуры и библиотека расположены в 8 километрах от Абалакова, в центре муниципального образования — селе Малиновка.

## Население
| 1926 | 2010 |
| ---- | ---- |
| 181  | ↘51  |

## Известные жители
- Плотникова-Анджигатова, Клавдия Захаровна (ок. 1893—1989) — последний носитель камасинского языка от рождения.